# Pollenried (Nittendorf)
Pollenried ist ein Ortsteil des Marktes Nittendorf im Landkreis Regensburg.

## Lage
Pollenried liegt nordwestlich des Kernortes Nittendorf. Durch den Ort verläuft die A 3. Der Pielenhofer Wald rechts der Naab liegt östlich, weiter entfernt östlich fließt die Naab, ein linker Nebenfluss der Donau.

## Vereine
- Die Freiwillige Feuerwehr Pollenried wurde im Jahr 1949 gegründet.[2]
- Obst und Gartenbauverein Pollenried